# Funcție liniară
În matematică termenul funcție liniară se referă la două noțiuni diferite, dar înrudite:
- În calculul infinitezimal și în domeniile conexe, o funcție liniară este o funcție al cărei grafic este o dreaptă, adică o funcție polinomială de grad zero sau unu.[2] Pentru a deosebi o astfel de funcție liniară de celălalt concept, adesea se folosește termenul de funcție afină.[3]
- În algebra liniară, analiza matematică,[4] și analiza funcțională o funcție liniară este o transformare liniară.[5]

## Ca funcție polinomială

Graficul a două funcții liniare.

În calculul infinitezimal, geometria analitică și domeniile înrudite, o funcție liniară este un polinom de gradul întâi sau mai mic, inclusiv polinomul zero (cel din urmă nefiind considerat a avea gradul zero).
Când funcția este de o singură variabilă, este de forma
{\displaystyle f(x)=ax+b,}
unde a și b sunt constante, adesea numere reale. Graficul unei astfel de funcții de o variabilă este o dreaptă neverticală. a este frecvent denumită „panta” dreptei, iar b ca „ordonata la origine” (în engleză intercept).
Când x crește, dacă a > 0, atunci panta este pozitivă, iar graficul urcă. Dacă a < 0, atunci panta este negativă, iar graficul coboară.
Pentru o funcție {\displaystyle f(x_{1},\ldots ,x_{k})} de oricâte variabile (dar în număr finit), formula generală este
{\displaystyle f(x_{1},\ldots ,x_{k})=b+a_{1}x_{1}+\cdots +a_{k}x_{k},}
iar graficul este un hiperplan de dimensiunea k.
O funcție constantă este de asemenea considerată liniară în acest context, deoarece este un polinom de grad zero sau este polinomul zero. Graficul său, când există o singură variabilă, este o dreaptă orizontală.
În acest context, o funcție care este și o transformare liniară (cealaltă semnificație) poate fi denumită funcție liniară omogenă⁠(d) sau o formă liniară⁠(d). În contextul algebrei liniare, funcțiile polinomiale de gradul 0 sau 1 sunt transformări afine⁠(d) cu valori scalare.

## Ca transformare liniară

Integrala unei funcții este o transformare liniară de la spațiul vectorial al funcțiilor integrabile la numerele reale

În algebra liniară o funcție liniară este o aplicație f între două spații vectoriale astfel încât
{\displaystyle f(\mathbf {x} +\mathbf {y} )=f(\mathbf {x} )+f(\mathbf {y} )}
{\displaystyle f(a\mathbf {x} )=af(\mathbf {x} ).}
Aici cu a este notată o constantă din corpul K al scalarilor (de exemplu numerele reale), iar x și y sunt elemente ale unui spațiu vectorial, care ar putea fi chiar K. 
Alfel spus, funcția liniară conservă adunarea vectorială și înmulțirea cu un scalar.
Unii autori folosesc denumirea de „funcție liniară” doar pentru aplicațiile liniare care iau valori în corpul scalarilor; acestea sunt de obicei numite forme liniare⁠(d).
„Funcțiile liniare” din calculul infinitezimal se califică drept „transformări liniare” dacă și numai dacă f(0, ..., 0) = 0 sau, echivalent, atunci când constanta b este egală cu zero în polinomul descris mai sus. Geometric, graficul funcției trebuie să treacă prin origine.